# Крацевание
Крацевание - механическая обработка металлических изделий при помощи металлических щеток. 

## Применение
Крацевание используют для декоративной отделки изделия, а также в качестве подготовительной операции очистки изделия перед дальнейшей обработкой.
Крацевание может производиться вручную металлическими щетками различной жесткости, либо с использованием механизмов (электроинструмент или станки с металлическими щетками).
Крацевание жесткими щетками позволяет получить матовую поверхность изделия, при обработке мягкими щетками - блестящую или полублестящую поверхность.

## Внешние ссылки
- Крацевание